# Kamin, Novhorod-Siverskîi
Kamin (în ucraineană Камінь) este un sat în comuna Kameanska Sloboda din raionul Novhorod-Siverskîi, regiunea Cernihiv, Ucraina.

## Demografie
Componența lingvistică a localității Kamin
     Ucraineană (82,25%)
     Rusă (17,39%)
Conform recensământului din 2001, majoritatea populației localității Kamin era vorbitoare de ucraineană (82,25%), existând în minoritate și vorbitori de rusă (17,39%).